# Carlos Cano
Pour les articles homonymes, voir Cano.
Carlos Cano ou plus exactement José Carlos Cano Fernández, né le 28 janvier 1946 à Grenade (Andalousie) et mort le 19 décembre 2000, est un chanteur espagnol prolifique dans les styles traditionnels comme la copla andalouse ou encore le fado.

## Biographie
Carlos Cano est né à Grenade le 28 janvier 1946. Il est l'aîné de trois frères : María José (1947) et Javier (1963).
Il passe une enfance et une adolescence difficiles, marquées par la guerre. Son grand-père est fusillé au début de la guerre civile espagnole, accusé d'être un "socialiste radical ",,.
Dans sa jeunesse il émigre en Suisse et en Allemagne à la recherche de travail. Il travaille ensuite comme maçon à Barcelone tout en étudiant l'électronique à l'école industrielle. Dans cette ville, sa conscience politique prend forme. Ses premiers pas dans les mouvements culturels ont lieu au sein de "Poesía 70", un collectif qui se propose d'éveiller les consciences, en exposant une nouvelle vision de l'Andalousie,.
La première fois que Carlos Cano monte sur scène, c'est à la Casa de América, en 1968.
C'est aussi un poète qui récupère des styles andalous oubliés, comme la copla andaluza, le fado ou encore le paso doble.
En 1972, l'UNESCO organise un Hommage à Federico García Lorca et lors de son séjour à Paris, il rencontre Lluís Llach, Ian Gibson et le chanteur Enrique Morente, entre autres.
En 1973, il épouse Alicia Sánchez, de dix ans sa cadette, avec qui il a deux filles ; Amaranta (1974) et Paloma (1977).
Il publie un premier 33 tours paru en 1975, dans les derniers mois du franquisme et incarne le chanteur andalou engagé par excellence, l'équivalent de Lluís Llach en Catalogne ou d'Imanol au Pays basque. Ses chansons la Murga de los Currelantes et Verde y Blanca deviennent des hymnes en honneur des ouvriers agricoles.
Il est un grand ami de la chanteuse María Dolores Pradera, qui définit son ami comme « la continuité de Federico García Lorca ».
Ses chansons les plus connues sont Verde, blanca y verde, María la Portuguesa,, La murga de los currelantes, Tango de las madres locas, Que desespero, Habaneras de Cádiz, Un vaso de té verde o La metamorfosis.
Tout en continuant à interpréter des coplas dans ses nombreuses performances à travers l'Espagne, il enregistre d'autres types de chansons dans les années 1990, comme l'album Mestizo, en 1992, dans lequel il exprime ses sentiments envers deux cultures hispaniques, la sienne, espagnole et la latino-américaine.
Opéré du cœur en 1995 à New York, il meurt d'une rupture d'anévrisme à 54 ans.
En 2001 sort Que navguen los Sueños, un album de duos avec divers artistes qui interprètent leurs plus grands succès.
Il chante avec de nombreux chanteurs espagnols célèbres, dont Marina Rossell et María Dolores Pradera, qui lui dédient un CD « A Carlos Cano » après sa mort.

## Discographie

### Estudio
- A duras penas (1976)
- A la luz de los cantares (1977)
- Crónicas granadinas (1978)
- De la luna y el sol (1980)
- El gallo de Morón (1981)
- Si estuvieran abiertas todas las puertas (1983)
- Cuaderno de coplas (1985)
- A través del olvido (1986)
- Quédate con la copla (1987)
- Luna de abril (1988)
- Ritmo de vida (1989)
- Mestizo (1992)
- Forma de ser (1994)
- El color de la vida (1996)
- Diván del Tamarit (1998)
- La copla, memoria sentimental (1999)
- De lo perdido y otras coplas (2000)
- Manifiesto canción del sur, de la memoria contra el olvido (1968-2004)

### En direct
- En directo (1990)
- Algo especial (1995)
- Última gira (2012)

### Compilationa
- Chiclanera y otros grandes éxitos (1996)
- Grandes canciones (1997)
- Que naveguen los sueños (2001)[11]
- Mis 30 grandes canciones (2001)
- Una vida de copla (2006)
- Viva Carlos Cano (2020) con la participación de su hijo Pablo Cano[7]